# Victoria Duval
Victoria Duval (ur. 30 listopada 1995 w Miami) – amerykańska tenisistka.

## Kariera zawodowa
Jest tenisistką praworęczną z oburęcznym backhandem. Dzieciństwo spędziła na Haiti, skąd pochodzi jej ojciec. Swój debiut w turnieju wielkoszlemowym odnotowała w 2012 roku w US Open, na którym wystąpiła dzięki dzikiej karcie otrzymanej od organizatorów. W pierwszej rundzie przegrała z Kim Clijsters 3:6, 1:6.

### Sezon 2013
W lutym wystąpiła w turnieju głównym w Memphis, startując dzięki dzikiej karcie. W pierwszej rundzie pokonała Johannę Larsson 3:6, 6:1, 6:3, w drugiej jednak uległa Kristinie Mladenovic 1:6, 6:3, 3:6. Jej kolejnym startem w turnieju głównym rangi WTA Tour były zawody w Miami, gdzie również otrzymała dziką kartę. W turnieju pokonała Andreę Hlaváčkovą 7:6(4), 6:4, a w kolejnym meczu uległa Jelenie Janković 3:6, 5:7. Podczas US Open, w którym wystąpiła po przejściu kwalifikacji, pokonała rozstawioną Samanthę Stosur 5:7, 6:4, 6:4. W drugiej rundzie uległa jednak Danieli Hantuchovej 2:6, 3:6. W rozgrywkach mikstowych przegrała w pierwszym meczu.

### Sezon 2014
Sezon 2014 rozpoczęła od przegrania w pierwszej rundzie zawodów w Sydney z Kaią Kanepi 1:6, 3:6. W kwalifikacjach do Australian Open odpadła w drugiej rundzie. W Acapulco pokonała w pierwszej rundzie Ivetę Melzer 6:2, 6:4, a następnie uległa Ajli Tomljanović 3:6, 0:6.
W turniejach WTA Premier Mandatory w Indian Wells i Miami, w których startowała z dziką kartą, przegrywała odpowiednio z Alisą Klejbanową 7:5, 4:6, 4:6 i Kiki Bertens 6:7(5), 1:6. Nie przeszła kwalifikacji do French Open.
W turnieju na nawierzchni trawiastej w Birmingham pokonała rozstawioną Caroline Garcię 6:2, 6:4, by ulec w drugiej rundzie Lauren Davis 2:6, 6:2, 2:6. Po wygraniu trzech meczów w kwalifikacjach do zawodów singlowych na Wimbledonie, w pierwszej rundzie zwyciężyła z rozstawioną Soraną Cîrsteą 6:4, 3:6, 6:1. W drugim spotkaniu przegrała z Belindą Bencic 4:6, 5:7.

## Życie prywatne
Rodzina Duval pochodzi z Haiti. Victoria ma dwóch braci. Podczas Wimbledonu 2014 zdiagnozowano u niej ziarnicę złośliwą, przez co zawiesiła karierę sportową.

## Wygrane turnieje rangi ITF
| turnieje z pulą nagród 100 000 $ |
| turnieje z pulą nagród 75 000 $  |
| turnieje z pulą nagród 50 000 $  |
| turnieje z pulą nagród 25 000 $  |
| turnieje z pulą nagród 15 000 $  |
| turnieje z pulą nagród 10 000 $  |

### Gra pojedyncza
| Nr | Data       | Turniej | Pula   | Nawierzchnia | Finalistka  | Wynik      |
| 1. | 03/11/2013 | Toronto | 50 000 | Twarda       | Tímea Babos | 7:5, krecz |